# Мтісдзірі (Ванський муніципалітет)
Мтісдзірі (груз. მთისძირი) — село в Грузії.
За даними перепису населення 2014 року в селі проживає 413 осіб.